# 소프트레이어
소프트레이어 테크놀로지스(SoftLayer Technologies, Inc.)는 데디케이티드 서버, 매니지드 호스팅, 클라우드 컴퓨팅 제공자의 하나로서, 2005년에 설립되었고 2013년 IBM에 의해 인수되었다.

## 역사
GI 파트너스는 2010년 8월 소프트레이어의 대부분의 지분을 인수했다.
2010년 11월, 소프트레이어는 더 플래닛 인터넷 서비시즈와 병합되었고
소프트레이어 브랜드 하에 고객 기반을 굳건히 하였다.
2011년 1분기, 이 기업은 미국 내 여러 곳에서 81,000대 이상의 서버, 26,000명 이상의 고객을 호스팅하고 있다고 보고하였다.
2011년 7월, 이 기업은 기존 텍사스주 댈러스, 캘리포니아주 새너제이, 워싱턴주 시애틀, 멕시코 케레타로 주 샌티에고, 텍사스주 휴스턴, 워싱턴 D.C.의 미국 기반 데이터 센터들의 망에 추가하기 위해 암스테르담과 싱가포르로 국제적 확장을 계획하고 있다고 발표하였다. 이 데이터 센터들 중 대부분이 디지털 리얼티 트러스트를 통해 임대를 받았다. 2015년 5월 기준으로 이 기업은 11개의 기타 국가에 23개 데이터 센터를 보유하고 있다.
2013년 6월 4일, IBM은 소프트레이어의 인수를 발표하였으며 류터스에 따르면 거래량은 20억 달러 이상이며, 이는 IBM 클라우드 서비스 부문을 개설하기 위한 것이다.
인수 당시 소프트레이어는 세계 최대의 비공개 IaaS 기업으로 기술되었다.